# Basalys scotica
Basalys scotica är en stekelart som först beskrevs av Jean-Jacques Kieffer 1911.  Basalys scotica ingår i släktet Basalys, och familjen hyllhornsteklar. Arten är reproducerande i Sverige.